# Coapite
Die Coapite, auch Coapiste, Guapica oder Guapite geschrieben,  sind ein ausgestorbener nordamerikanischer Indianerstamm von der Golfküste in Texas, der zu den Karankawa gehörte. Das Wohngebiet der Coapite befand sich an der Küste von Texas in der Nähe der Matagorda Bay, als erstmals ihr Name in Berichten aus dem 18. Jahrhundert auftaucht. Sie lebten dort gemeinsam mit anderen Karankawa-Stämmen, den Kohani und den eigentlichen Karankawa.
1722 wurde die Mission Espiritu Santo de Zúñiga an der Matagorda Bay für die Kohani und andere Karankawa-Stämme errichtet, doch sie wurde bald wegen andauernder Feindseligkeiten zwischen Spaniern und Indianern verlegt. 1754 versuchten die Spanier erneut, die Coapite und andere Karankawa zu missionieren, und errichteten die Mission Nuestra Señora del Rosario in der Nähe des heutigen Ortes Goliad. Die Coapite gehörten regelmäßig zu den Besuchern der Mission und wohnten inner- und außerhalb der Anlage, bis sie im Jahre 1831 säkularisiert wurde. In dieser Zeit kamen auch einige Coapite in die Mission Nuestra Señora de la Purisima Concepción de Acuña in San Antonio, während andere in die Mission Nuestra Senora del Refugio eintraten und dort bis zur Aufgabe im Jahre 1828 blieben.
Vermutlich schlossen sich die Coapite danach anderen Karankawa-Gruppen an, gaben ihre Identität als Coapite auf und wurden von den Anglo-Amerikanern allgemein als Karankawa bezeichnet. Unter dem Druck der stark wachsenden weißen Bevölkerung in Texas wurden sie immer weiter nach Westen gedrängt und gelten seit 1858 als ausgestorben.